# CV-379
La CV-379 és una carretera local del País Valencià que comunica Xiva (la Foia de Bunyol) amb Xestalgar (els Serrans), amb una extensió de 21 quilòmetres.

## Nomenclatura
La CV-379 és una carretera secundària que pertany a la Xarxa de carreteres de la Diputació de València. La seua denominació prové de CV, que indica que és una carretera autonòmica del País Valencià i el 379, el número que rep la via en l'ordre de nomenclatura de les carreteres secundàries valencianes.

## Història
La CV-379 va substituir la carretera local VV-6301, amb el mateix recorregut.

## Traçat actual
La CV-379 inicia el seu recorregut com a carretera convencional a Xiva, al costat de l'estació de ferrocarril, i finalitza el seu recorregut a Xestalgar.